# جوزيف فريمان (مبارز بالسيف)
جوزيف فريمان (بالإنجليزية: Joseph Freeman)‏ هو مبارز بالسيف أمريكي، ولد في 18 يوليو 1948 في فيلادلفيا في الولايات المتحدة.

## وصلات خارجية
- جوزيف فريمان على موقع أوليمبيديا (الإنجليزية)